# Râul Dobra, Sibișel
Râul Dobra este un curs de apă, afluent al râului Sibișel.

## Hărți
- Harta Munții Cibin  Arhivat în 30 martie 2010, la Wayback Machine.
- Harta Munții Cindrelului [nefuncțională – arhivă]
- Harta județului Sibiu